# کاترین مکورد
کاترین مکورد (انگلیسی: Catherine McCord؛ زادهٔ ۱۰ مهٔ ۱۹۷۴) یک بازیگر، مدل اهل ایالات متحده آمریکا است.
از فیلم‌های معروف او می‌توان به بازی در فیلم خرابکاری اشاره کرد.